# Cimbergo-Paspardo
Cimbergo-Paspardo era il  nome di un comune della provincia di Brescia (Lombardia), esistito dal 1927 al 1947.

## Storia
Il comune di Cimbergo-Paspardo fu creato nel 1927 unendo i comuni di Cimbergo e Paspardo.
Il comune fu soppresso nel 1947, e al suo posto furono ricostituiti i comuni preesistenti di Cimbergo e Paspardo.